# ジョージ・ピケット
ジョージ・エドワード・ピケット（英: George Edward Pickett、1825年1月16日または25日または28日-1875年7月30日）は、アメリカ陸軍の職業軍人であり、テキサス軍および南軍では将軍になった。ゲティスバーグの戦いの時に、後にピケットの突撃と呼ばれる攻撃の主力を率いたことでその名が知られた。

## 初期の経歴
ピケットはバージニア州リッチモンドの旧家ロバート・ピケットとメアリー・ピケット夫妻の8人の子供の1番目として生まれた。後に南軍の将軍になったヘンリー・ヘスとは従兄弟だった。ピケットは西のイリノイ州スプリングフィールドに行って法律を学んだが、17歳の時に陸軍士官学校へ推薦された。ピケットのウェスト・ポイント推薦はエイブラハム・リンカーンによって確保されたという伝説があるが、これは概して彼の死後に未亡人によって流布された話だと信じられている。リンカーンはイリノイ州の議員であり、候補者の推薦はできなかった。ただし、ピケットの入学が認められた後で、この若者に忠告は与えた。
実際にはイリノイ州選出の連邦議会議員で、ピケットの叔父の友人かつリンカーンの法律に関する共同経営者だったジョン・T・スチュアートに指名された。
ピケットはウェスト・ポイントで人気のある士官候補生だったが、クラスのおどけ物でもあり、知的探求や勤勉さには嫌悪感を示し、1846年に卒業した59名の同期のうち成績は最下位だった（最下位は「ヤギ」という呼び名があった）。通常そのような成績ならば人目に付かない職について経歴も先が知れていたが、まさに後のジョージ・カスターがそうだったように、戦争が起こった直後の卒業だったので軍隊は急に士官を必要とする幸運があった。アメリカ第8歩兵連隊の名誉少尉に任官され、ほとんど直ぐに米墨戦争に従軍した。チャプルテペクの戦いの時に胸壁に真っ先に上り、その傷ついた仲間、後の南軍将軍ジェイムズ・ロングストリートから軍旗を回収し、炎上する要塞の上でその旗を振ったことで、全米に知られるようになった。この功績で大尉への名誉昇進を果たした。戦後、テキサスの辺境任務のときに、1849年に中尉、1855年3月にアメリカ第9歩兵連隊の大尉に昇進した。
1851年1月、ピケットはバージニアのジョン・ミンジ博士の娘で、ウィリアム・ハリソン元大統領の4代後の玄姪孫、アメリカ独立宣言署名者ベンジャミン・ハリソンの来孫、サリー・ハリソン・スチュワード・ミンジと結婚した。サリーはその年の11月出産の時に死んだ。それはテキサスのゲイツ砦をインディアンが襲った直後だった。
ピケット大尉は次にワシントン準州で勤務した。1856年、今日ではワシントン州ベリンガム市となったベリンガム湾のベリンガム砦の建設を指揮した。この年に木造家屋も建てており、これが現在も残っていて、ベリンガムで一番古い家となっている。
ベリンガム砦でピケットは先住民ハイダ族の女性モーニング・ミストと結婚し、息子ジェイムズ・ティルトン・ピケット (1857-1889)が生まれた。モーニング・ミストは数年後に死んだ。
息子のジミーはその短い人生で新聞の画家として名をはせた。
1859年、ピケットはサンフアン島を占領し、このことがピッグ戦争と渾名されるイギリスとの領土紛争に発展した（ハドソン湾会社の所有だった豚を殺したアメリカ人農夫に反応して起こったのでこの名がある）。わずか68名の守備隊を指揮して、イギリス軍の3隻の艦船と1,000名の兵士を前にすることになった。ピケットの存在と対決を求めないというイギリス軍の命令で上陸は阻まれた。ピケットは挑戦的に「我々はバンカーヒルの再現をやるさ」と言ったといわれている。この若い士官は再度国民の注目をあびた。ジェームズ・ブキャナン大統領は事態を収束させるためにウィンフィールド・スコット中将を派遣した。

## 南北戦争

### 初期の任務
サムター要塞の戦いが起こった後、バージニア州は合衆国から脱退し、ピケットは個人的には奴隷制に嫌悪感を持っていたものの故郷のバージニア州に奉仕するためにオレゴンから故郷への旅を始めた。第一次ブルランの戦いが終わった後で到着し、1861年6月25日にアメリカ陸軍を辞めた。3月16日から既に南軍砲兵隊の少佐に任官されていた。1ヶ月以内にセオフィラス・H・ホームズ少将の下で、フレデリックスバーグ方面軍のラッパハノック戦線を指揮する大佐に指名された。ホームズの影響力で、1862年1月14日には准将の位に上がった。
ピケットは華やかな将軍になった。艶のある黒い軍馬「オールドブラック」に騎り、小さな青の帽子を被り、袖の先には揉み皮の手袋、きちんと仕立てられた制服は上着に金ボタンが2列並び、良く磨かれた長靴には輝く金の拍車があった。馬に騎っていても歩いていても優美な乗馬鞭を持っていた。口ひげは口の両端で優雅に垂れその先は端に向かってまた上がっていた。髪は軍隊でも話の種になった。「長い巻き毛が両肩に緩やかに流れ、切りそろえられ香りが高く、顎鬚も同じように巻いてアラブ人のような雰囲気があった。
ピケットの最初の戦闘指揮は半島方面作戦のときであり、ゲイムコックス（闘鶏）と渾名された旅団を率いた（この旅団はピケットの突撃のときにはリチャード・B・ガーネットが率いることになった）。ウィリアムズバーグの戦い、セブンパインズの戦いおよびゲインズミルの戦いで実績を挙げた。ゲインズミルでは、肩に銃弾を受けて落馬し、瀕死の重傷だと大騒ぎをしたが、参謀の士官はその傷を調べて、「完全に自分で手当てできる」と言い残して馬で去った。しかし、ピケットは傷の手当てに3ヶ月間任務を離れ、その腕は少なくとも1年間固定されたままだった。
1862年9月に軍務に戻ったとき、メキシコ以来の古い仲間であるジェイムズ・ロングストリート少将が指揮する軍団で2個旅団からなる師団の指揮を任され、10月10日には少将に昇進した。その師団は翌年夏のゲティスバーグ方面作戦まで重大な戦闘に参加することは無かった。12月のフレデリックスバーグの戦いで、短時間参戦したが、損失は無かった。ロングストリートの全軍団は、1863年5月のチャンセラーズヴィルの戦いのとき、サフォーク方面作戦に派遣されていて参戦できなかった。
ゲティスバーグ方面作戦の前に、ピケットはバージニア州の10代の少女ラサール・"サリー"・コーベルと恋に落ちて、サフォークの任務の間も行ったり来たりして彼女と時を過ごした。サリー(1843-1931)は1852年に9歳のときにピケットに会ったといっているが、彼女が38歳のやもめと結婚したのは1863年11月13日になってからだった。

### ゲティスバーグとピケットの突撃
ピケットの師団は1863年7月2日、ゲティスバーグの戦いの2日目の夜に戦場に到着した。ペンシルベニア州チェンバーズバーグを通る南軍の通信線を守っていたために到着が遅れていた。ロバート・E・リー将軍の北バージニア軍は激しい2日間の戦闘の後で、北軍ポトマック軍をゲティスバーグの南にある高台に追い込んだが、退却させるまではできていなかった。リー将軍の7月3日の作戦はセメタリーリッジにいる北軍中央への大規模攻撃を求めていた。ロングストリート将軍に3個師団を集めて攻撃を掛けるよう命じた。2個師団はA・P・ヒル軍団の疲れきった部隊（J・ジョンストン・ペティグルー准将とアイザック・R・トリンブル少将指揮）、残り1個師団がロングストリート軍団のまだ新鮮なピケットのものだった。リーはピケットに突撃を先導するよう任せた（ロングストリートが実際の上官ではあった）が、これがより正確な名称であるはずの「ピケット＝ペティグルー＝トリンブルの突撃」では世に知られていない理由の一つである。
北軍の防御を弱体化させる意図で砲撃が2時間にわたって行われた後、この3個師団はセメタリーリッジから約1マイル (1.6 km)続く開けた戦場を進み始めた。ピケットは「兵士達よ、持ち場に着け、今日お前達は古いバージニアから来ていることを忘れるな」と言って兵士達を鼓舞した。
ピケットの師団はルイス・アーミステッド、リチャード・B・ガーネットおよびジェイムズ・L・ケンパー各准将の旅団で構成されており、攻撃隊の右翼だった。目標に近づいて行くと、過酷な砲撃をその側面に浴び、歩兵のライフル銃から一斉射撃もあった。アーミステッドの旅団は北軍の前線に最も接近した所まで進んだ。アーミステッドが致命傷を負い、「ジ・アングル」近くで倒れた。そこは今日、「南軍の最高水位線」と考えられている。しかし、他の2個師団はどちらも思ったほど戦場を進めず、アーミステッドの成功は補強されなかった。
ピケットの突撃は血の海だった。北軍は約1,500名が戦死または負傷したが、南軍の損失率は50%以上だった。ピケットの3人の旅団指揮官と13人の連隊指揮官のすべてが損失の中に入った。ケンパーは負傷し、アーミステッドとガーネットは生き残れなかった。トリンブルとペティグルーは最も上級の損失者であり、トリンブルは足を失い、ペティグルーは手を負傷し、バージニアに撤退する時に死んだ。ピケット自身は無傷で戦闘を生き残ったことで歴史的な批判を受けたが、その部隊の後方にいたピケットの陣取りは（恐らくエミッツバーグ道路沿いのコードリ農園）、当時の師団指揮官として指揮の原則を守っていた。
セミナリーリッジに沿って兵士達がもがきながら南軍の前線に戻ってくると、リーは北軍の反撃を怖れてその中央に兵士達を集合させるように務め、帰ってくる兵士達にはこの失敗が「全て私の落度だ」と告げた。ピケットはその日の残りを失望感に取り付かれ、突撃を命じたリーを決して許さなかった。リーがピケットに防御のためにその師団を集合させるよう命じたとき、ピケットは「リー将軍、私には今師団は無い」と答えたと伝えられている。
この戦闘に関するピケットの公式報告書は見つかっていない。噂だが、リー将軍がその厳しい否定的表現の故に受け取りを拒否し、書き直しを要求したが、書き直された版が保管されなかった。
ピケットはその死の床で、失われた多くの部下達のことを悼んだ。戦後、一度だけリー将軍にあったが、「氷のような」会見だったと言われている。ジョン・シングルトン・モスビーはリーとピケットの間の冷たさという話を支持する唯一の証人である。他にそこに居た者および記録されている者はそのような交換を否定している。モスビーは、後でピケットが苦々しく「あの男が私の師団を破壊した」と言ったと述べた。多くの歴史家はこの遭遇がありそうにないこととし、特にピケットが他の場所で言ったと記録されているものでは、何故ピケットの突撃が失敗したかと聞かれた時に、「私は常にヤンキー達のせいだったと考えてきた」と言っていることを挙げている。

### ファイブフォークス
ゲティスバーグの後で、ピケットはリーやロングストリートから非難を受けることは無かったが、その経歴は下降線を辿った。冬のあいだ、ヴァージニア南部及びサウスカロライナ方面軍の指揮を執り、続いてリッチモンド防衛軍の師団指揮官を務めた。バミューダ・ハンドレッド方面作戦でP・G・T・ボーリガードが北軍のベンジャミン・バトラーを動けなくした後で、ピケットの師団はオーバーランド方面作戦を遂行するリーの支援に派遣された。それはコールドハーバーの戦いの直前だったが、この戦いではピケットの師団が防御線の中央を守り、北軍主力の攻撃は来なかった。その師団はピーターズバーグ包囲戦に参加するために戻った。1865年4月1日、ファイブフォークスの戦いにおけるピケットの敗北が転回点となって、脆弱な南軍の防衛線が明らかになり、リーはリッチモンドを明け渡してアポマトックス・コートハウス方面への撤退を命じた。これはピケットにとって最後の屈辱となった。というのも攻撃された時には軍隊から2マイル (3km) 離れて仲間の士官とシャッド（魚）の焼き物を食していたからだった。ピケットは戦場に駆けつけたがとき既に遅かった。セイラーズクリークの戦いの後で、指揮官を解任された。1865年4月9日、アポマトックス・コートハウスで仮釈放された。
ピケットの未亡人が語る伝説によれば、北軍がリッチモンドに入ったとき、思いがけない訪問を受けた。彼は愛想良く行動し、そこがピケットの家なのかを尋ねた。エイブラハム・リンカーンは戦争前の古い知己の運命を決めるために自らやって来ており、サリーは驚かされ、自分がピケットの妻であることを認め、大統領が子供を揺りかごであやすのをそのままにしていた。リンカーンの歴史家ジェラルド・J・プロコポウィッツはこの話を「空想」と片付けている。

## 戦後
ピケットは仮釈放の身だったがカナダに逃亡した。1866年にバージニア州ノーフォークに戻り、保険の代理人として働いた。
ピケットは南北戦争後に恩赦を求めることが難しかった。これはウェストポイントを卒業した元南軍の士官で、戦争の開始と共にアメリカ陸軍を辞任した者に共通の問題だった。ユリシーズ・グラントを含め、元北軍の士官達はピケットの恩赦を支持したが、連邦議会の法律によって完全な恩赦を受けた（1874年6月23日）のは、ピケットの死の1年前に過ぎなかった。
ピケットはノーフォークで死に、リッチモンドのハリウッド墓地に埋葬されている。

## 記念
ピケットの死後数十年経って、未亡人のサリーは「彼女の軍人」に関する良く知られた著作家および話し手になり、最終的にピケットは完全な南部の紳士で軍人であると理想化された像を創ることになった。サリー・ピケットの夫に対する持て囃し振りにかなり多くの議論が起こっている。夫の名前で死後出版された2冊の本、『軍人の心、ジョージ・E・ピケット将軍の親密な手紙に表されたこと』（1913年出版）と『南部の軍人：ピケット将軍からその妻に当てた戦時の手紙』（1928年出版）は、「ピケットの妻によって作られた信用できない作品」とされてきた（サリーも著者であり、彼女自身の名前で『ピケットおよびその部下』が1913年に出版された）。その結果ピケット将軍は「南部の失われた大義」神話で一部曖昧にされた人物となってきた。
ピケットは今日、ある種悲劇のヒーローとして広く認識されており、ゲティスバーグにおける悲劇の突撃まで、栄光の戦闘でその部隊を率いたいと思った華々しい士官だがいつもその機会を見失っているとされている。ダグラス・サウスオール・フリーマンの作品（特に『リーの部下達』）やマイケル・シャーラの小説『殺し屋の天使』（1975年）（さらに映画『ゲティスバーグ』）は大衆文化の中でこの評判を強くしてきた。
ピケットの墓はハリウッド墓地のなかで手の込んだ記念碑で示されている。1875年にピケットの師団にいた古参兵集団、ピケット師団協会によって起案され、当初はゲティスバーグ国立軍事公園のピケットの突撃があった「最高水位線」に置かれるつもりだったが、アメリカ合衆国陸軍省が戦場跡に置くことを許可せず、リッチモンドに建立された。ワシントン州サンフアン島のアメリカ軍キャンプにもピケットの記念碑が建てられている。これはワシントン大学歴史協会が1904年10月21日に建てたものである。
バージニア州ブラックストーンのピケット砦はピケットに因んで名付けられた。元々は市民保全部隊のための場所だったが、第二次世界大戦のときにアメリカ陸軍の訓練施設として使われ、現在はバージニア州兵が利用している。

## ピケットを演じた人物
俳優のスティーブン・ラングは1993年の映画『ゲティスバーグ』でジョージ・ピケットを演じ、これで重要な賞賛を得た。2003年の前作の前物語『Gods and General』ではビリー・キャンベルがピケットを演じた。